# Jan de la Coste
Jan de la Coste (Brugge, 1698 - Gent, 9 februari 1771) was burgemeester van Brugge.

## Familie
Jan de la Coste stamde uit een Genuese familie waarvan een tak zich in Vlaanderen was komen vestigen. De eerste was Andries de la Coste, die einde vijftiende eeuw poorter van Brugge werd en raadgever van aartshertog Maximiliaan van Oostenrijk. Hij trouwde in 1492 met Agnes Adornès. Er waren nog meer familiebanden tussen beide families. 
Vanaf de 16de eeuw had de familie als zomerverblijf het landgoed Ter Lucht in Sint-Andries. In 1644 bouwde Andries de la Coste een kapel ter ere van Onze-Lieve-Vrouw van 't Boompje.
Jan de la Coste, heer van Ter Straeten (heerlijkheid met hoeve te Ruiselede, die hij erfde van zijn voorvader Andries), Ter Lucht, Watermaele, Alveringem, Waeyenberghe, Adinkerke en Beerst, was de zoon van Jan de la Coste (1645-1722) en Anne-Thérèse De Draeck.
Hij trouwde met Marie-Gabrielle Des Buissons (afkomstig uit Rijsel en in 1730 in Ieper gestorven) en in tweede huwelijk met Elisabeth de Leeu (Brussel, 1714 - Brugge, 1746). Uit het eerste bed had hij Marie-Anne de la Coste die trouwde met Eugène de Lalaing, burggraaf van Oudenaarde, en Marie-Claire de la Coste, die trouwde met baron Jacques-Antoine van Zuylen de Gaesbeke. Uit het tweede bed had hij Jean-Antoine de la Coste, schepen van het Brugse Vrije en hoogpointer van de kasselrij Kortrijk.

## Loopbaan
De la Coste werd raadslid van Brugge in 1721, schepen in 1725, burgemeester van de raadsleden in 1743 en burgemeester van de schepenen in 1749. Hij bleef deze functie uitoefenen tot aan zijn dood in 1771 en was hiermee de eerste om gedurende een zo lange tijd het burgemeesterschap te bekleden.
Hij was tevens permanent lid van de Staten van Vlaanderen, als vertegenwoordiger van Brugge. Naar aanleiding van het bijwonen van een zitting in Gent overleed hij.
Hij was lid en proost van de Edele Confrérie van het Heilig Bloed, alsook lid en proost van de Rederijkerskamer van de Heilige Geest